# Bojkot gospodarczy
Bojkot gospodarczy – celowa działalność, polegająca na utrudnieniu lub uniemożliwieniu zawierania transakcji handlowych i utrzymywaniu normalnych stosunków gospodarczych z daną osobą, przedsiębiorstwem lub państwem.
Bojkot gospodarczy przejawia się w rezygnacji z zawierania z danym podmiotem transakcji kupna lub sprzedaży określonych lub wszystkich towarów oraz usług. Takie działanie stanowić ma formę nacisku na podmioty, których zachowanie jest niezgodne z powszechnymi oczekiwaniami, i prowadzić ma do zmiany ich polityki. Bojkot gospodarczy może również stanowić formę wyrażenia protestu przeciwko działaniom bojkotowanego podmiotu.
Działanie polegające na nakładaniu restrykcji handlowych na podmioty trzecie współpracujące z bojkotowanym nazywane jest bojkotem pochodnym.
Termin bojkot gospodarczy pochodzi od nazwiska Charlesa Boycotta, który w XIX wieku zarządzał majątkiem hrabiego Erne w Mayo w Irlandii. W 1880 r. niezadowoleni z jego polityki dzierżawcy majątku zamiast metod siłowych postanowili zerwać z nim kontakty gospodarcze.